# Liste des ministres français chargés du Climat
Le gouvernement français peut avoir un ministre chargé du Climat. Celui-ci a pu prendre plusieurs dénominations, comme ministre chargé des Négociations sur le climat de 2009 à 2010 ou ministre chargé des Relations internationales sur le climat de 2016 à 2017. À ce titre, il mène les négociations européennes et internationales sur le climat et veille à la mise en œuvre des accords conclus. Le plus souvent, il s'agit du ministre de l'Écologie, en lien avec le ministre des Affaires étrangères.
À ces ministres, on peut ajouter trois ministres délégués ou secrétaires d'État chargés de la Prévention des risques technologiques et naturels majeurs, qui ont officié entre 1984 et 1991 (avec une interruption durant la première cohabitation) sous la présidence de François Mitterrand. Cet intitulé se perd par la suite, avant de réapparaître entre septembre et décembre 2024, dans le gouvernement Michel Barnier, sous la présidence d'Emmanuel Macron.
En dehors des périodes indiquées, et en particulier à partir de 2017, le ministre de l'Écologie reste généralement chargé des relations internationales sur le climat, ainsi que de la prévention des risques naturels et technologiques, même si cela n'est pas clairement mentionné dans l'intitulé du ministère,.

## Liste des ministres
Le tableau ci-dessous liste les personnalités membres du gouvernement français responsables du climat et de la prévention des risques :
|                                 |              | Haroun Tazieff                                                                           | Secrétaire d'État auprès du Premier ministre, chargé de la Prévention des risques naturels et technologiques majeurs                                              | SE | Fabius            | 17 juillet 1984   | 20 mars 1986     |
|                                 | Gérard Renon | Secrétaire d'État chargé de la Prévention des risques naturels et technologiques majeurs | Rocard 2 | SE | 24 juin 1988      | 29 mars 1989      |                  |
|                                 |              | Brice Lalonde                                                                            | Rocard 2 | Secrétaire d'État (puis ministre délégué) auprès du Premier ministre, chargé de l'Environnement et de la Prévention des risques technologiques et naturels majeurs | ECO               | 29 mars 1989      | 15 mai 1991      |
| Présidence de Nicolas Sarkozy   |              |                                                                                          | | |                   |                   |                  |
|                                 |              | Jean-Louis Borloo                                                                        | Ministre d'État, ministre de l'Écologie, de l'Énergie, du Développement durable et de la Mer, en charge des Technologies vertes et des Négociations sur le climat | UMP | Fillon 2          | 23 juin 2009      | 13 novembre 2010 |
| Présidence de François Hollande |              |                                                                                          | | |                   |                   |                  |
|                                 |              | Ségolène Royal                                                                           | Ministre de l'Environnement, de l'Énergie et de la Mer, chargée des Relations internationales sur le climat                                                       | PS | Valls 2 Cazeneuve | 11 février 2016   | 10 mai 2017      |
| Présidence d'Emmanuel Macron    |              |                                                                                          | | |                   |                   |                  |
|                                 |              | Agnès Pannier-Runacher                                                                   | Ministre de la Transition écologique, de l'Énergie, du Climat et de la Prévention des risques                                                                     | RE | Barnier           | 21 septembre 2024 | 23 décembre 2024 |

### Décrets
Décrets relatifs à la composition du gouvernement ou aux attributions du ministre, parus au Journal officiel de la République française (JORF), sur Légifrance :
1. ↑  Décret no 88-839 du 20 juillet 1988 relatif aux attributions du secrétaire d'État chargé de la Prévention des risques technologiques et naturels majeurs.
2. ↑  Décret no 2017-1071 du 24 mai 2017 relatif aux attributions du ministre d'Etat, ministre de la transition écologique et solidaire.
3. ↑  Décret no 2020-869 du 15 juillet 2020 relatif aux attributions du ministre de la transition écologique, art. 1.

### Autres sources
1. ↑  « Nicolas Hulot dispose d’attributions larges mais perd la politique de la pêche » , sur Le Monde, 25 mai 2017  (consulté le 30 avril 2018).
2. ↑  « Nouveau gouvernement : l'énergie, le climat, les risques et l'écologie sous un même ministère » , sur Actu-Environnement, 22 septembre 2024 (consulté le 28 décembre 2024).